# 天結いキャッスルマイスター
『天結いキャッスルマイスター』(あまゆいキャッスルマイスター)は、エウシュリーより2017年5月26日に発売された18禁美少女アドベンチャーゲーム。

## ストーリー
アヴァロは、迷宮の建設や修復、築城などを得意とする"鍛梁師"でインフルース王国での遺跡調査の仕事で崩落事故に巻き込まれ、魔石の中で眠っているフィアと出会い、王国の聖地"神響の霞廊"へ行く事を打診される。

## 登場人物
アヴァロ
声 - 井伊筋肉
本編の主人公。ハーフエルフの鍛梁師。
髪の一部は色が違う。
フィア
声 - 沢澤砂羽
インフルース王国の遺跡内部にて眠っていた、“縁結びの神”。
キスニル・カグリ
声 - 神代岬
仕えるべき主を探してイン不ルース王国へ渡ってきた流浪の剣士。
イオル
声 - 青梅ゆづる
獣人族の暗殺者。
ミケユ
声 - ほたる
リシュエンツェーリ・ラウロソ
声 - 愛遥花
ラウロソ領の領主。
ロズリーヌ・フラン
声 - 榊要
霊体を操る魔術に長ける魔術師。
ミクシュアナ
声 - 花園めい
ディートヘルム
声 - 野☆球
水闘獣の針団の団長。
カトリト
声 - 木ノ下やや
竜族の末裔。
恰好は頭に般若の面のようなものを付けており、着物のような服・足袋・草履を着用している。
ギルシュ・ルース
声 - 星野カズマ
王国の第三王子。
ヴァーツラフ・ガイダル
声 - 眉墨敏郎
ガイダル商会の主。
流燐結騎 （るいんゆいき）
声 - 古河徹人
水を司る上位精霊。
溶燐結騎 （ようりんゆいき）
声 - ジャック・ライヤー
火を司る上位精霊。
嵐燐結騎 （らんりんゆいき）
声 - 月野きいろ
風を司る上位精霊。
華燐結騎 （かりんゆいき）
声 - 秋野花
土を司る上位精霊。
魔神ベリアル
声 - 卯衣
魔神フォルネウス
声 - 小林由依

## スタッフ
- キャラクターデザイン・原画 - 夜ノみつき、やくり、うろ
- シナリオ  - 花咲樹木、藤原組長、八雲意宇
- 音楽  - 松長暁生、柳英一朗